# Peta Robles Izquierdo
Carmen Petronila Robles Izquierdo, más conocida como Peta Robles, es una reconocida artista, educadora, promotora y heredera de las tradiciones musicales afroperuanas y criollas de la costa peruana.

## Biografía
Carmen Petronila Robles Izquierdo es miembro de la emblemática familia "Los Izquierdo"; sobrina de Lalo Izquierdo y Vicky Izquierdo, y hermana de Kata Robles. Desde temprana edad, desarrolló destreza en diversas expresiones artísticas, consolidándose como una referente en la música afroperuana.

## Carrera
Peta Robles ha destacado en la percusión y baile afropearuano, especialmente tocando el cajón peruano y bailando zapateo. Durante su juventud, obtuvo el título de Campeona Nacional de Percusión Femenina del Perú, lo que le permitió representar al país en escenarios internacionales, promoviendo y difundiendo la riqueza cultural de la tradición afroperuana.
En el año 2023, recibió del Ministerio de Cultura del Perú la distinción de Personalidad Meritoria de la Cultura, en el marco de las celebraciones por el día de la canción criolla. A través de este reconocimiento se destacó su labor de interpretación, docencia y promoción de las tradiciones de música afroperuana y sus contribuciones a la formación de futuras generaciones de músicos de percusión y agrupaciones instrumentales.